# 榛接駅
榛接駅（チンジョプえき）は大韓民国京畿道南楊州市榛接邑にある、ソウル交通公社榛接線の駅。駅番号は405。

## 歴史
- 2014年12月10日 - 着工。
- 2021年8月6日 - 駅名が正式決定[1]。
- 2022年3月19日 - 開業[2]。

## 隣の駅
ソウル交通公社
榛接線
榛接駅 (405) - 梧南駅 (406)